# Vloupání
Vloupání je způsob spáchání trestného činu podle § 121 trestního zákoníku, kdy pachatel vnikne do uzavřeného prostoru lstí, nedovoleným překonáním uzamčení, nebo tak, že při tom s použitím síly překoná jinou jistící překážku.
Vloupání je podle § 205 odst. 1 písm. b) trestního zákoníku jedním z možných znaků skutkové podstaty trestného činu krádeže. Ke krádeži dojde např. tehdy, pokud jde o věc v hodnotě alespoň 10 000 Kč, nebo pokud si ji chce pachatel po činu ponechat násilím (násilí při činu by znamenalo trestný čin loupeže), nebo pokud je ukradena vloupáním. Při tomto způsobu krádeže tudíž pro vznik trestní odpovědnosti na hodnotě věci nezáleží.

## Způsob vloupání
Aby šlo o vloupání ve smyslu trestního zákoníku, musí pachatel především vniknout do uzavřeného prostoru, což může být nejen místnost, celá budova nebo uzavřený pozemek, ale také menší prostor (trezor, zavazadlový prostor auta apod.). Uzavřením se pak rozumí úmyslná ochrana věci před odcizením, nikoli tedy např. ohrazení pozemku nízkým okrasným plotem. Vniknutí lstí může mít podobu ukrytí se v obchodním domě před jeho zavřením, nebo třeba vydávání se za poštovního doručovatele, nedovolené překonání uzamčení je možné za pomocí odcizených klíčů, paklíče či jiné technické pomůcky, a to i bez jakéhokoli použití síly. Naopak jiná jistící překážka už musí být překonána za pomoci síly, což může být nejen její rozbití, ale také např. přelezení vysokého plotu, či vyšplhání po okapové rouře do vyšších pater, protože jistící překážkou může být i výškový rozdíl.